# Hachijō
Hachijō (八丈町?) è una cittadina giapponese facente parte dell'omonima Sottoprefettura di Hachijō, il cui territorio ricade sotto la giurisdizione del Governo Metropolitano di Tokyo.